# Pleurothyrium giganthum
Pleurothyrium giganthum är en lagerväxtart som beskrevs av H. van der Werff. Pleurothyrium giganthum ingår i släktet Pleurothyrium och familjen lagerväxter. Inga underarter finns listade i Catalogue of Life.